# Leandro & Leonardo Vol. 7
Leandro & Leonardo Vol. 7 é um álbum de estúdio da dupla sertaneja Leandro & Leonardo, lançado em 1993. Os maiores sucessos foram "Mexe Mexe", "Bobo", "Diz Que Me Ama", "O Quanto Nosso Amor Valeu" e também a faixa "Em Nome do Amor", que tornou-se nome do programa homônimo apresentado por Silvio Santos e tema de abertura do mesmo.

## Faixas
| N.º | Título                      | Compositor(es)                   | Duração |  |
| 1.  | "Bobo"                      | César Augusto / Piska            | 3:36    |  |
| 2.  | "Mexe Mexe"                 | Nazildo / Altair Menezes         | 3:16    |  |
| 3.  | "Quem é"                    | José Fernandes                   | 3:21    |  |
| 4.  | "Outra Chance"              | Leandro / Leonardo               | 4:05    |  |
| 5.  | "Seja Bem-Vinda"            | Bétio                            | 3:45    |  |
| 6.  | "Em Nome do Amor"           | César Augusto / Piska            | 4:03    |  |
| 7.  | "Quero Ser o Seu Dono"      | José Fernandes                   | 4:21    |  |
| 8.  | "Gosto Dela"                | Augusto Cesar / Carlos Colla     | 3:18    |  |
| 9.  | "A Vida Tem Dessas Coisas"  | Paulo Debétio / Roberto José     | 3:47    |  |
| 10. | "Uma História Sem Fim"      | César Rossini / Cecílio Nena     | 4:13    |  |
| 11. | "O Quanto Nosso Amor Valeu" | Tivas / Waldir de Lazzari        | 3:25    |  |
| 12. | "Diz Que Me Ama"            | Chico Roque / Paulo Sérgio Valle | 3:39    |  |

## Certificações
| Brasil (ABPD)                             | Diamante | 1993 | 1.800.000 |
| *número de vendas baseado na certificação |          |      |           |